# Sabiñánigo Alto
Sabiñánigo Alto (arag. Samianigo Alto) – miejscowość w Hiszpanii, w Aragonii, w prowincji Huesca, w comarce Alto Gállego, w gminie Sabiñánigo.
Według danych INE z 1991 roku miejscowość zamieszkiwały 43 osoby. Wysokość bezwzględna miejscowości jest równa 798 metrów.